# Inspiektor 101
Inspiektor 101 (ros. Инспектор-101) – rosyjski ultralekki bezzałogowy statek powietrzny przeznaczony do bliskiego rozpoznania.

## Historia
Dron został opracowany przez firmę Aerokon (ros. ЗАО «Аэрокон»), jego głównym konstruktorem jest Aleksander Kornuszenko (ros. Александр Корнушенко). Został zaprojektowany do prowadzenia rozpoznania w terenie zurbanizowanym (obszary mieszkalne, przemysłowe i in.) oraz w miejscach trudno dostępnych.
Stanowi część systemu, na który składa się stanowisko kontroli, dwa drony oraz kompaktowa katapulta. Całość zestawu mieści się w plecaku transportowym o wymiarach 0,4 × 0,4 × 0,6 m. Obsługa potrzebuje 10 minut na przygotowanie maszyny do startu. Dron może przenosić kamerę cyfrową umożliwiającą transmisję obrazu na odległość ok. 1500 metrów.
Dron jest zbudowany w układzie latającego skrzydła z silnikiem elektrycznym napędzającym śmigło ciągnące. Start następuje z wykorzystaniem katapulty, lądowanie na wzmocnionej dolnej powierzchni kadłuba. Możne wykonywać loty przy wietrze o prędkości dochodzącej do 10 m/s, przy temperaturach od -30°С do +50°С oraz przy umiarkowanych opadach deszczu i śniegu.
Publiczna prezentacja drona miała miejsce podczas Międzynarodowej Wystawy Lotniczo-Kosmicznej w 2009 r. w Żukowskim.